# Río San Martín
El río San Martín es un río amazónico boliviano de aguas negras, que nace al centro-norte del departamento de Santa Cruz y desemboca en el río Blanco en el departamento del Beni.

## Hidrología
El río San Martín, nace aproximadamente en las coordenadas 16°1′29″S 61°22′49″O / -16.02472, -61.38028, al sur de la pequeña localidad de Santa Rosa de la Roca, en el departamento de Santa Cruz, desde su nacimiento tiene un recorrido en dirección nor-este, es un río meandrico por lo que su longitud puede variar considerablemente, tiene un longitud de 710 kilómetros, hasta su desembocadura en el río Blanco, cerca de la localidad de Bella Vista en el departamento del Beni, en las coordenadas 13°16′43″S 63°42′16″O / -13.27861, -63.70444, forma zonas pantanosas en varias zonas de su recorrido.
Es el principal afluente del río Blanco.